# Блек-Рок (Арканзас)
Блек-Рок (англ. Black Rock) — місто (англ. town) в США, в окрузі Лоуренс штату Арканзас. Населення — 590 осіб (2020).

## Географія
Блек-Рок розташований за координатами 36°6′22″ пн. ш. 91°6′27″ зх. д. / 36.10611° пн. ш. 91.10750° зх. д. (36.106217, -91.107475).  За даними Бюро перепису населення США в 2010 році місто мало площу 8,65 км², з яких 8,30 км² — суходіл та 0,35 км² — водойми.

## Демографія
Згідно з переписом 2010 року, у місті мешкали 662 особи в 259 домогосподарствах у складі 183 родин. Густота населення становила 77 осіб/км².  Було 309 помешкань (36/км²). 
Расовий склад населення:
| - 98,3 % — білих - 0,8 % — корінних американців - 0,2 % — азіатів |

До двох чи більше рас належало 0,6 %. Іспаномовні складали 0,9 % від усіх жителів.
За віковим діапазоном населення розподілялося таким чином: 23,9 % — особи молодші 18 років, 58,9 % — особи у віці 18—64 років, 17,2 % — особи у віці 65 років та старші. Медіана віку мешканця становила 41,1 року. На 100 осіб жіночої статі у місті припадало 96,4 чоловіків;  на 100 жінок у віці від 18 років та старших — 92,4 чоловіків також старших 18 років.
Середній дохід на одне домашнє господарство  становив 34 171 долар США (медіана — 28 355), а середній дохід на одну сім'ю — 35 954 долари (медіана — 29 211). Медіана доходів становила 35 179 доларів для чоловіків та 29 688 доларів для жінок. За межею бідності перебувало 28,9 % осіб, у тому числі 33,6 % дітей у віці до 18 років та 17,7 % осіб у віці 65 років та старших.
Цивільне працевлаштоване населення становило 211 осіб. Основні галузі зайнятості: освіта, охорона здоров'я та соціальна допомога — 29,9 %, транспорт — 17,5 %, виробництво — 12,3 %, мистецтво, розваги та відпочинок — 9,5 %.